# Игл (тауншип, Миннесота)
Игл (англ. Eagle) — тауншип в округе Карлтон, Миннесота, США. На 2000 год его население составило 565 человек.

## География
По данным Бюро переписи населения США площадь тауншипа составляет 92,5 км², из которых 89,6 км² занимает суша, а 2,9 км² — вода (3,11 %).

## Демография
По данным переписи населения 2000 года здесь находились 565 человек, 232 домохозяйства и 171 семья.  Плотность населения —  6,3 чел./км².  На территории тауншипа расположено 383 постройки со средней плотностью 4,3 построек на один квадратный километр. Расовый состав населения: 97,70 % белых, 0,88 % коренных американцев, 0,18 % азиатов, 0,18 % — других рас США и 1,06 % приходится на две или более других рас. Испанцы или латиноамериканцы любой расы составляли 0,53 % от популяции тауншипа.
Из 232 домохозяйств в 28,4 % воспитывались дети до 18 лет, в 63,8 % проживали супружеские пары, в 7,3 % проживали незамужние женщины и в 25,9 % домохозяйств проживали несемейные люди. 23,3 % домохозяйств состояли из одного человека, при том 14,7 % из — одиноких пожилых людей старше 65 лет. Средний размер домохозяйства — 2,44, а семьи — 2,84 человека.
22,3 % населения — младше 18 лет, 6,5 % — в возрасте от 18 до 24 лет, 23,7 % — от 25 до 44, 25,1 % — от 45 до 64, и 22,3 % — старше 65 лет. Средний возраст — 44 года. На каждые 100 женщин приходилось 110,8 мужчин.  На каждые 100 женщин старше 18 приходилось 106,1 мужчин.
Средний годовой доход домохозяйства составлял 36 071 доллар, а средний годовой доход семьи —  42 813 долларов. Средний доход мужчин — 39 063  доллара, в то время как у женщин — 21 875. Доход на душу населения составил 19 078 долларов. За чертой бедности находились 5,3 % семей и 9,7 % всего населения тауншипа, из которых 20,0 % младше 18 и 7,6 % старше 65 лет.